# 1752
Il 1752 (MDCCLII in numeri romani) è un anno bisestile del XVIII secolo.

## Eventi
- A Limone sul Garda si sposano Cristoforo Pomaroli e Cattarina Zito. Tutti i loro discendenti sono portatori di una mutazione genetica, che garantisce loro una resistenza all'aterosclerosi. Il nome della proteina mutante è apolipoproteina A1 Milano, scoperta nel 1979 da Cesare Sirtori.
- Eruzione effusiva del Vesuvio.
- Viene fondata da Carlo III di Borbone l'Accademia di Belle Arti di Napoli.
- 10 maggio – Benjamin Franklin inventa il parafulmine.

## Nati

### Gennaio
- 1º gennaio - Betsy Ross, patriota statunitense († 1836)
- 2 gennaio - Philip Freneau, poeta statunitense († 1832)
- 3 gennaio - Johannes von Müller, storico e politico svizzero († 1809)
- 6 gennaio - Domenico Cossetti, architetto e incisore italiano († 1802)
- 10 gennaio - Laurent Truguet, ammiraglio francese († 1839)
- 12 gennaio - Jean Louis Delmotte, ammiraglio francese († 1816)
- 13 gennaio - Eleonora de Fonseca Pimentel, patriota, politica e giornalista italiana († 1799)
- 16 gennaio - Nicolas-François Guillard, librettista francese († 1814)
- 18 gennaio - Francesco Caracciolo, ammiraglio italiano († 1799)
- 18 gennaio - John Nash, urbanista e architetto inglese († 1835)
- 18 gennaio - Fabrizio Selvi, vescovo cattolico italiano († 1843)
- 20 gennaio - Jean-Baptiste Radet, commediografo francese († 1830)
- 22 gennaio - Robert Smith, I barone Carrington, banchiere e politico inglese († 1838)
- 23 gennaio - Muzio Clementi, compositore, pianista e editore italiano († 1832)
- 28 gennaio - Giuseppe Carpani, scrittore e librettista italiano († 1825)
- 28 gennaio - Luigi Trezza, ingegnere e architetto italiano († 1823)
- 30 gennaio - Gouverneur Morris, politico statunitense († 1816)

### Febbraio
- 5 febbraio - Anton Walter, austriaco († 1826)
- 6 febbraio - Louis Jean-Baptiste Gouvion, nobile, generale e politico francese († 1823)
- 7 febbraio - Claude Petit-Benoît de Chaffoy, vescovo cattolico francese († 1837)
- 7 febbraio - Pasquale Antonio Fiorella, generale francese († 1818)
- 9 febbraio - George Handley, politico e militare statunitense († 1793)
- 11 febbraio - Giuseppe Zanoia, architetto e poeta italiano († 1817)
- 12 febbraio - Angelo Dalla Decima, matematico italiano († 1825)
- 12 febbraio - Josef Reicha, violoncellista e compositore ceco († 1795)
- 13 febbraio - Giovanni Fabbroni, naturalista, economista e agronomo italiano († 1823)
- 16 febbraio - Luigi Bottiglia Savoulx, cardinale italiano († 1836)
- 17 febbraio - Friedrich Maximilian Klinger, scrittore e drammaturgo tedesco († 1831)
- 19 febbraio - Simone Assemani, numismatico e orientalista italiano († 1821)
- 19 febbraio - Francesco Ruspoli, III principe di Cerveteri, principe italiano († 1829)
- 20 febbraio - Johann Carl Wilhelm Voigt, geologo tedesco († 1821)
- 22 febbraio - Gottlieb Friedrich Christmann, editore e botanico tedesco († 1836)
- 25 febbraio - John Graves Simcoe, militare e politico inglese († 1806)
- 28 febbraio - Carlo Sozzi, presbitero italiano († 1824)

### Marzo
- 7 marzo - Wilhelm Christian Müller, musicista, insegnante e viaggiatore tedesco († 1831)
- 8 marzo - William Bingham, politico statunitense († 1804)
- 8 marzo - Johann David Schoepff, zoologo, botanico e esploratore tedesco († 1800)
- 10 marzo - Ludwig von Flüe, mercenario svizzero († 1817)
- 12 marzo - Filippo Ghighi, vescovo cattolico italiano († 1830)
- 14 marzo - Jean-François Moulin, generale francese († 1810)
- 14 marzo - Jean René César de Saint-Julien de Chabon, ammiraglio francese († 1799)
- 16 marzo - Antoine Joseph Santerre, generale e rivoluzionario francese († 1809)
- 19 marzo - Giuseppe Colucci, storico e antiquario italiano († 1809)
- 21 marzo - Maurice-Louis-Joseph Gigost d'Elbée, generale francese († 1794)
- 21 marzo - Luigi Raffanelli, cantante lirico italiano († 1821)
- 25 marzo - Carlos FitzJames Stuart, IV duca di Berwick, nobile spagnolo († 1787)

### Aprile
- 2 aprile - Carl Ludwig von Hablitz, botanico prussiano († 1821)
- 2 aprile - Giovanni Vincenzo Virginio, avvocato e agronomo italiano († 1830)
- 3 aprile - Giuseppe Ronchetti, letterato, storico e religioso italiano († 1838)
- 4 aprile - Joseph von Deym, mecenate e scultore boemo († 1804)
- 4 aprile - Jean-Pierre Saint-Ours, pittore e disegnatore svizzero († 1809)
- 4 aprile - Nicola Antonio Zingarelli, compositore italiano († 1837)
- 5 aprile - Sébastien Érard, cembalaro e imprenditore francese († 1831)
- 8 aprile - Claude-François de Thiollaz, vescovo cattolico francese († 1832)
- 11 aprile - Dumaniant, attore teatrale, commediografo e direttore teatrale francese († 1828)
- 14 aprile - Henri Agasse, editore francese († 1813)
- 17 aprile - Jean Bonvoisin, pittore francese († 1837)
- 18 aprile - Étienne Parfait Martin Maurel de Mons, arcivescovo cattolico francese († 1830)
- 18 aprile - Thomas Dyke Acland, nobile inglese († 1794)
- 20 aprile - Joseph-Henri Costa de Beauregard, militare francese († 1824)
- 28 aprile - Matsumura Goshun, pittore giapponese († 1811)

### Maggio
- 9 maggio - Johann Anton Leisewitz, scrittore tedesco († 1806)
- 10 maggio - Pierre Riel de Beurnonville, generale francese († 1821)
- 10 maggio - Amalia di Zweibrücken-Birkenfeld, regina († 1828)
- 11 maggio - Johann Friedrich Blumenbach, antropologo, fisiologo e naturalista tedesco († 1840)
- 12 maggio - Gabriele di Borbone-Spagna, spagnolo († 1788)
- 14 maggio - Albrecht Thaer, agronomo tedesco († 1828)
- 19 maggio - Antonio Scarpa, medico, chirurgo e anatomista italiano († 1832)
- 22 maggio - Louis Legendre, politico francese († 1797)
- 26 maggio - Antoine Brice, pittore francese († 1817)
- 26 maggio - Mattia Butturini, letterato, latinista e grecista italiano († 1817)
- 29 maggio - Ranieri Alliata, arcivescovo cattolico italiano († 1836)
- 31 maggio - Jacques-Benjamin Longer, vescovo cattolico e missionario francese († 1831)
- 31 maggio - Carlo Emanuele Malaspina, nobile italiano († 1808)

### Giugno
- 11 giugno - Christian von Haugwitz, giurista, politico e diplomatico prussiano († 1832)
- 13 giugno - Frances Fanny Burney, scrittrice britannica († 1840)
- 24 giugno - Jean-Baptiste-Denis Despré, giornalista, librettista e drammaturgo francese († 1832)
- 24 giugno - Horatio Walpole, II conte di Orford, nobile e politico inglese († 1822)
- 28 giugno - Karl von Eckartshausen, filosofo tedesco († 1803)

### Luglio
- 1º luglio - Thomas Pelham-Clinton, III duca di Newcastle, politico e ufficiale inglese († 1795)
- 7 luglio - Joseph-Marie Jacquard, inventore francese († 1834)
- 17 luglio - Giuseppe Curcio, compositore italiano († 1832)
- 17 luglio - Barnaba Oriani, presbitero, matematico e astronomo italiano († 1832)
- 20 luglio - György Majláth, nobile, giudice e politico ungherese († 1821)
- 27 luglio - Ambroise Marie François Joseph Palisot de Beauvois, naturalista e botanico francese († 1820)
- 27 luglio - Samuel Smith, politico statunitense († 1839)
- 27 luglio - Georg Heinrich Weber, botanico e medico tedesco († 1828)
- 30 luglio - Valentine Quin, I conte di Dunraven e Mount-Earl, nobile e politico irlandese († 1824)

### Agosto
- 5 agosto - Johann Philipp Bach, pittore tedesco († 1846)
- 6 agosto - Luisa di Sassonia-Meiningen, duca († 1805)
- 7 agosto - Gaetano Baccari, presbitero e bibliotecario italiano († 1839)
- 11 agosto - Aleksandr Petrovič Tormasov, generale russo († 1819)
- 13 agosto - Maria Carolina d'Asburgo-Lorena, nobile († 1814)
- 18 agosto - Gaetano Filangieri, giurista e filosofo italiano († 1788)
- 20 agosto - Federica d'Assia-Darmstadt, principessa tedesca († 1782)
- 20 agosto - Peter Ochs, avvocato e politico svizzero († 1821)
- 21 agosto - Antonio Cavallucci, pittore italiano († 1795)
- 21 agosto - Jacques Roux, politico, rivoluzionario e presbitero francese († 1794)
- 25 agosto - Ludovico Gallina, pittore italiano († 1787)
- 25 agosto - Karl Mack von Leiberich, feldmaresciallo austriaco († 1828)
- 30 agosto - Abel Bürja, matematico tedesco († 1816)
- 31 agosto - Pier Luigi Mabìl, letterato e traduttore italiano († 1836)

### Settembre
- 8 settembre - Anne-Louis-Henri de La Fare, cardinale e arcivescovo cattolico francese († 1829)
- 18 settembre - Adrien-Marie Legendre, matematico francese († 1833)
- 20 settembre - Luisa di Stolberg-Gedern, nobile tedesca († 1824)
- 21 settembre - Giuseppe Rosati, medico, agronomo e matematico italiano († 1814)
- 27 settembre - Michel de Cubières, scrittore e poeta francese († 1820)
- 27 settembre - Marie-Gabriel-Florent-Auguste de Choiseul-Gouffier, diplomatico e scrittore francese († 1817)

### Ottobre
- 2 ottobre - Jeanne Louise Henriette Campan, scrittrice francese († 1822)
- 2 ottobre - Samuel Story, ammiraglio olandese († 1811)
- 8 ottobre - François Cabarrus, banchiere e politico spagnolo († 1810)
- 11 ottobre - Massimiliano Leopoldo di Brunswick-Wolfenbüttel, generale prussiano († 1785)
- 16 ottobre - Adolph Knigge, tedesco († 1796)
- 20 ottobre - Fabian Gottlieb von Osten-Sacken, generale russo († 1837)
- 22 ottobre - Ambrogio Minoja, compositore e clavicembalista italiano († 1825)

### Novembre
- 1º novembre - Józef Zajączek, generale polacco († 1826)
- 2 novembre - Andrey Razumovsky, diplomatico, nobile e mecenate russo († 1836)
- 4 novembre - George Finch, IX conte di Winchilsea, nobile inglese († 1826)
- 10 novembre - Guglielmo in Baviera, nobile tedesco († 1837)
- 17 novembre - Caspar Voght, mercante tedesco († 1839)
- 19 novembre - George Rogers Clark, generale statunitense († 1818)
- 20 novembre - Thomas Chatterton, poeta inglese († 1770)
- 20 novembre - Francesco Manno, pittore e architetto italiano († 1831)
- 20 novembre - Cristiano del Palatinato-Zweibrücken, nobile e generale tedesco († 1817)
- 24 novembre - Jean Baptiste Bulliard, botanico, medico e micologo francese († 1793)
- 25 novembre - Johann Friedrich Reichardt, compositore, scrittore e critico musicale tedesco († 1814)
- 26 novembre - Carlo Bocchi, avvocato, giudice e politico italiano († 1838)
- 30 novembre - Augusta di Sassonia-Gotha-Altenburg, nobile tedesca († 1805)

### Dicembre
- 3 dicembre - Pasquale Belli, architetto italiano († 1833)
- 6 dicembre - Andrea Uberto Fournet, presbitero francese († 1834)
- 12 dicembre - Edward Smith-Stanley, XII conte di Derby, nobile e politico inglese († 1834)
- 14 dicembre - Tommaso d'Avalos, politico e diplomatico italiano († 1806)
- 19 dicembre - Isaac de Rivaz, politico e inventore francese († 1828)
- 23 dicembre - Dar'ja Aleksandrovna Košeleva, nobildonna russa († 1836)
- 24 dicembre - Joseph Delaunay, politico francese († 1794)
- 27 dicembre - Luis Firmin de Carvajal, generale spagnolo († 1794)
- 27 dicembre - Johann Mederitsch, compositore austriaco († 1835)
- 28 dicembre - John Dodd, archettaio inglese († 1839)
- 29 dicembre - Wilhelmine Enke, tedesca († 1820)
- 29 dicembre - Silvestro Todaro, vescovo cattolico italiano († 1821)
- 29 dicembre - François de Pierre de Bernis, arcivescovo cattolico e politico francese († 1823)

### Senza giorno specificato
- Manuel Arruda Câmara, medico e botanico brasiliano († 1810)
- John Aynsley I, ceramista e decoratore britannico († 1829)
- Aleksandr Michajlovič Belosel'skij-Belozerskij, diplomatico e scrittore russo († 1809)
- William Belsham, politico e storico inglese († 1827)
- Francesco Bianchi, compositore italiano († 1810)
- Pierre Joseph Bonnaterre, abate e naturalista francese († 1804)
- Francesco Ceccarelli, cantante castrato italiano († 1814)
- Giovanni Conia, abate e poeta italiano († 1839)
- Elisabetta Contarini Mosconi, scrittrice italiana († 1807)
- John Robert Cozens, pittore britannico († 1797)
- Ignaz Csivich von Rohr, militare austriaco († 1823)
- Vasilij Vasil'evič Dolgorukov, ufficiale russo († 1812)
- George Edwards, economista, medico e scrittore britannico († 1823)
- George Engleheart, pittore e miniaturista britannico († 1829)
- Rosalie Filleul, pittrice francese († 1794)
- Vincenzo Fiorelli, architetto italiano († 1839)
- Thomas Hardwick, architetto britannico († 1829)
- Jean-François Janinet, incisore francese († 1814)
- Saadat Ali Khan II, sovrano indiano († 1814)
- Ignace Joseph Lepidi, politico francese
- Rocco Marliani, avvocato, giudice e politico italiano († 1826)
- Biagio Ortoleva, religioso e poeta italiano († 1798)
- Ahmad Riayat Shah di Johor, sovrano malese († 1770)
- Tommaso Piroli, incisore e editore italiano († 1824)
- James Price, chimico e alchimista britannico († 1783)
- Louis Marie Prudhomme, giornalista e scrittore francese († 1830)
- Pascual Ruiz Huidobro, militare spagnolo († 1813)
- Leonardo Salimbeni, ingegnere e matematico italiano († 1823)
- John Raphael Smith, pittore e incisore britannico († 1812)
- Gaetano Strambio, medico italiano († 1831)
- Torii Kiyonaga, artista giapponese († 1815)
- Charles Bonaventure Marie Toullier, giurista francese († 1835)
- Giuseppe Valentini, architetto italiano († 1833)
- Nicolò Visconti Venosta, nobile e politico italiano († 1828)
- Francesco Zambeccari, pioniere dell'aviazione italiano († 1812)
- Abū-Ṭālib Ḫān, viaggiatore e storico indiano

## Morti

### Gennaio
- 4 gennaio - Gabriel Cramer, matematico svizzero (n. 1704)
- 6 gennaio - Pompeo Aldrovandi, cardinale e arcivescovo cattolico italiano (n. 1668)
- 14 gennaio - Devasahayam Pillai, ufficiale indiano (n. 1712)
- 26 gennaio - Jean-François de Troy, pittore francese (n. 1679)

### Febbraio
- 4 febbraio - Luigi di Borbone-Orléans, nobile francese (n. 1703)
- 9 febbraio - Fredric Hasselquist, naturalista svedese (n. 1722)
- 10 febbraio - Enrichetta di Borbone-Francia, principessa francese (n. 1727)

### Marzo
- 7 marzo - Pietro Grimani, doge (n. 1677)
- 10 marzo - Johann Christoph Knöffel, architetto tedesco (n. 1686)
- 15 marzo - Thomas Lumley-Saunderson, III conte di Scarbrough, ufficiale e politico inglese (n. 1691)
- 17 marzo - Jacques-Pierre de Taffanel de La Jonquière, ammiraglio e funzionario francese (n. 1685)
- 24 marzo - Francesco Polazzo, pittore italiano (n. 1682)
- 25 marzo - Giovanni Bonaventura Neri Badia, giurista italiano (n. 1657)

### Aprile
- 1º aprile - Ferrante Maddalena, politico e letterato italiano (n. 1676)
- 4 aprile - Francesco II Spinelli, VII principe di Scalea, nobile e filosofo italiano (n. 1686)
- 6 aprile - Friedrich Christian Glume, scultore tedesco (n. 1714)
- 6 aprile - Pietro Ligari, pittore, architetto e agronomo italiano (n. 1686)
- 10 aprile - Joseph-Nicolas Gautier, militare, patriota e mercante francese (n. 1689)
- 30 aprile - Carlo Filiberto II d'Este, nobile (n. 1678)

### Maggio
- 4 maggio - Pieter Snijers, pittore fiammingo (n. 1681)
- 6 maggio - Sofia di Sassonia-Weissenfels, duchessa (n. 1684)
- 18 maggio - Robert Tournières, pittore francese (n. 1667)
- 23 maggio - François Geinoz, religioso e filologo classico svizzero (n. 1696)
- 24 maggio - Giuseppe Bonatti, organaro italiano (n. 1668)
- 24 maggio - Charles Parrocel, pittore, disegnatore e incisore francese (n. 1688)

### Giugno
- 4 giugno - Daniel Marot, architetto, designer e incisore francese (n. 1661)
- 5 giugno - Carlo Ludovico Federico di Meclemburgo-Strelitz, nobile tedesco (n. 1708)
- 7 giugno - Leonardo Antonio Olivieri, pittore italiano (n. 1689)
- 7 giugno - Lorenzo Tartagni, vescovo cattolico italiano (n. 1666)
- 14 giugno - Charles-Antoine Coypel, pittore francese (n. 1694)
- 15 giugno - Michael Gottlieb Agnethler, botanico e numismatico tedesco (n. 1719)
- 16 giugno - Joseph Butler, filosofo e teologo inglese (n. 1692)
- 16 giugno - José Ribeiro da Fonseca, vescovo cattolico portoghese (n. 1690)
- 26 giugno - Giulio Alberoni, cardinale e politico italiano (n. 1664)

### Luglio
- 4 luglio - Cajetan Anton Notthafft von Weißenstein, presbitero austriaco (n. 1670)
- 6 luglio - Henry Parker, politico britannico
- 20 luglio - Johann Christoph Pepusch, compositore tedesco (n. 1667)
- 23 luglio - Alessandro Politi, filologo, teologo e umanista italiano (n. 1679)
- 25 luglio - Antonio Lucci, vescovo cattolico italiano (n. 1682)
- 26 luglio - Grazio Braccioli, letterato, librettista e giurista italiano (n. 1682)
- 29 luglio - Giovanni Battista Maini, scultore italiano (n. 1690)
- 29 luglio - Peter Warren, ammiraglio e politico irlandese (n. 1703)

### Agosto
- 5 agosto - Cosmo Gordon, III duca di Gordon, nobile scozzese (n. 1720)
- 12 agosto - Antonio Corradini, scultore italiano (n. 1688)
- 14 agosto - Edvige Federica di Württemberg-Veltingen, principessa tedesca (n. 1691)
- 19 agosto - Claude Élisée de Court de La Bruyère, ammiraglio francese (n. 1666)
- 20 agosto - Giovanni Battista Spinola, cardinale e vescovo cattolico italiano (n. 1681)
- 22 agosto - Pedro Cebrián, diplomatico spagnolo (n. 1687)
- 22 agosto - William Whiston, filosofo, teologo e matematico inglese (n. 1667)

### Settembre
- 19 settembre - Louis Fuzelier, drammaturgo, librettista e poeta francese (n. 1672)
- 23 settembre - Michail Ivanovič Leont'ev, ufficiale russo (n. 1672)
- 26 settembre - Ayşe Sultan, principessa ottomana (n. 1696)

### Ottobre
- 25 ottobre - Pietro Antonio Falco, presbitero e inventore italiano (n. 1685)

### Novembre
- 2 novembre - Domenico Blasucci, religioso italiano (n. 1732)
- 2 novembre - Domenico Rivera, cardinale, letterato e diplomatico italiano (n. 1671)
- 5 novembre - Clemente Domenico Rospigliosi, II principe Rospigliosi, nobile italiano (n. 1674)
- 15 novembre - Nicolò Foscarini, politico italiano (n. 1671)
- 17 novembre - Francesco Pertusati, arcivescovo cattolico italiano (n. 1679)
- 29 novembre - Bartolomeo Corsini, nobile, politico e diplomatico italiano (n. 1683)

### Dicembre
- 11 dicembre - Adolfo Federico III di Meclemburgo-Strelitz, nobile (n. 1686)

### Senza giorno specificato
- Joseph Abeille, architetto francese (n. 1673)
- Jacopo Amigoni, pittore italiano (n. 1682)
- Jan Jiří Benda, violinista e compositore boemo (n. 1713)
- Giovanni Caselli, decoratore italiano (n. 1698)
- Bernardino Ciurini, architetto italiano (n. 1695)
- Agostino Bonaventura Coletti, organista e compositore italiano (n. 1680)
- Alessio De Marchis, pittore italiano (n. 1684)
- William Gardiner, matematico britannico
- Hieronymus Albrecht Hass, cembalaro tedesco (n. 1689)
- Gabriele Hawa, arcivescovo cattolico siriano (n. 1668)
- Alessandro V d'Imerezia, re (n. 1703)
- Filippo Luci, politico italiano (n. 1674)
- João Frederico Ludovice, architetto e orafo tedesco (n. 1670)
- Elizabeth Porter,  britannica (n. 1689)
- Giuseppe Pozzi, anatomista e scrittore italiano (n. 1697)
- Pompeo Venturi, letterato, critico letterario e religioso italiano (n. 1693)
- Lawrence Washington, militare e politico statunitense (n. 1718)
- Daniel le Pelley, nobile (n. 1694)
- Charlotte Helene von Schindel, nobildonna danese (n. 1690)

## Calendario
| Calendario 1752 | Calendario 1752 | Calendario 1752 | Calendario 1752 | Calendario 1752 | Calendario 1752 | Calendario 1752 | Calendario 1752 | Calendario 1752 | Calendario 1752 | Calendario 1752 | Calendario 1752 | Calendario 1752 | Calendario 1752 | Calendario 1752 | Calendario 1752 | Calendario 1752 | Calendario 1752 | Calendario 1752 | Calendario 1752 | Calendario 1752 | Calendario 1752 | Calendario 1752 | Calendario 1752 | Calendario 1752 | Calendario 1752 | Calendario 1752 | Calendario 1752 | Calendario 1752 | Calendario 1752 | Calendario 1752 | Calendario 1752 | Calendario 1752 |
| --------------- | --------------- | --------------- | --------------- | --------------- | --------------- | --------------- | --------------- | --------------- | --------------- | --------------- | --------------- | --------------- | --------------- | --------------- | --------------- | --------------- | --------------- | --------------- | --------------- | --------------- | --------------- | --------------- | --------------- | --------------- | --------------- | --------------- | --------------- | --------------- | --------------- | --------------- | --------------- | --------------- |
|                 | 1               | 2               | 3               | 4               | 5               | 6               | 7               | 8               | 9               | 10              | 11              | 12              | 13              | 14              | 15              | 16              | 17              | 18              | 19              | 20              | 21              | 22              | 23              | 24              | 25              | 26              | 27              | 28              | 29              | 30              | 31              |                 |
| Gennaio         | Sa              | Do              | Lu              | Ma              | Me              | Gi              | Ve              | Sa              | Do              | Lu              | Ma              | Me              | Gi              | Ve              | Sa              | Do              | Lu              | Ma              | Me              | Gi              | Ve              | Sa              | Do              | Lu              | Ma              | Me              | Gi              | Ve              | Sa              | Do              | Lu              |                 |
| Febbraio        | Ma              | Me              | Gi              | Ve              | Sa              | Do              | Lu              | Ma              | Me              | Gi              | Ve              | Sa              | Do              | Lu              | Ma              | Me              | Gi              | Ve              | Sa              | Do              | Lu              | Ma              | Me              | Gi              | Ve              | Sa              | Do              | Lu              | Ma              |                 |                 |                 |
| Marzo           | Me              | Gi              | Ve              | Sa              | Do              | Lu              | Ma              | Me              | Gi              | Ve              | Sa              | Do              | Lu              | Ma              | Me              | Gi              | Ve              | Sa              | Do              | Lu              | Ma              | Me              | Gi              | Ve              | Sa              | Do              | Lu              | Ma              | Me              | Gi              | Ve              |                 |
| Aprile          | Sa              | Do              | Lu              | Ma              | Me              | Gi              | Ve              | Sa              | Do              | Lu              | Ma              | Me              | Gi              | Ve              | Sa              | Do              | Lu              | Ma              | Me              | Gi              | Ve              | Sa              | Do              | Lu              | Ma              | Me              | Gi              | Ve              | Sa              | Do              |                 |                 |
| Maggio          | Lu              | Ma              | Me              | Gi              | Ve              | Sa              | Do              | Lu              | Ma              | Me              | Gi              | Ve              | Sa              | Do              | Lu              | Ma              | Me              | Gi              | Ve              | Sa              | Do              | Lu              | Ma              | Me              | Gi              | Ve              | Sa              | Do              | Lu              | Ma              | Me              |                 |
| Giugno          | Gi              | Ve              | Sa              | Do              | Lu              | Ma              | Me              | Gi              | Ve              | Sa              | Do              | Lu              | Ma              | Me              | Gi              | Ve              | Sa              | Do              | Lu              | Ma              | Me              | Gi              | Ve              | Sa              | Do              | Lu              | Ma              | Me              | Gi              | Ve              |                 |                 |
| Luglio          | Sa              | Do              | Lu              | Ma              | Me              | Gi              | Ve              | Sa              | Do              | Lu              | Ma              | Me              | Gi              | Ve              | Sa              | Do              | Lu              | Ma              | Me              | Gi              | Ve              | Sa              | Do              | Lu              | Ma              | Me              | Gi              | Ve              | Sa              | Do              | Lu              |                 |
| Agosto          | Ma              | Me              | Gi              | Ve              | Sa              | Do              | Lu              | Ma              | Me              | Gi              | Ve              | Sa              | Do              | Lu              | Ma              | Me              | Gi              | Ve              | Sa              | Do              | Lu              | Ma              | Me              | Gi              | Ve              | Sa              | Do              | Lu              | Ma              | Me              | Gi              |                 |
| Settembre       | Ve              | Sa              | Do              | Lu              | Ma              | Me              | Gi              | Ve              | Sa              | Do              | Lu              | Ma              | Me              | Gi              | Ve              | Sa              | Do              | Lu              | Ma              | Me              | Gi              | Ve              | Sa              | Do              | Lu              | Ma              | Me              | Gi              | Ve              | Sa              |                 |                 |
| Ottobre         | Do              | Lu              | Ma              | Me              | Gi              | Ve              | Sa              | Do              | Lu              | Ma              | Me              | Gi              | Ve              | Sa              | Do              | Lu              | Ma              | Me              | Gi              | Ve              | Sa              | Do              | Lu              | Ma              | Me              | Gi              | Ve              | Sa              | Do              | Lu              | Ma              |                 |
| Novembre        | Me              | Gi              | Ve              | Sa              | Do              | Lu              | Ma              | Me              | Gi              | Ve              | Sa              | Do              | Lu              | Ma              | Me              | Gi              | Ve              | Sa              | Do              | Lu              | Ma              | Me              | Gi              | Ve              | Sa              | Do              | Lu              | Ma              | Me              | Gi              |                 |                 |
| Dicembre        | Ve              | Sa              | Do              | Lu              | Ma              | Me              | Gi              | Ve              | Sa              | Do              | Lu              | Ma              | Me              | Gi              | Ve              | Sa              | Do              | Lu              | Ma              | Me              | Gi              | Ve              | Sa              | Do              | Lu              | Ma              | Me              | Gi              | Ve              | Sa              | Do              |                 |